# The Docks of New York
The Docks of New York is een Amerikaanse dramafilm uit 1928 onder regie van Josef von Sternberg. Destijds werd de film in Nederland uitgebracht onder de titel De dokken van New York.

## Verhaal
De zeeman Bill Roberts is pas in New York aangemeerd. Hij redt het leven van Sadie, die zelfmoord wil plegen door in het water te springen. Hij zoekt vervolgens droge kleren voor haar. Als hij die niet kan vinden, steelt hij ze ergens. Dan brengt hij Sadie naar een kroeg, waar een dronken man haar wil versieren. Bill verdedigt Sadie en zij wordt verliefd op hem. Bill en Sadie trouwen spoedig, maar dan wordt Sadie aangeklaagd voor moord en het bezit van gestolen kleren.

## Rolverdeling
| Acteur                 | Personage    |
| ---------------------- | ------------ |
| George Bancroft        | Bill Roberts |
| Betty Compson          | Mae          |
| Ogla Baclanova         | Lou          |
| Clyde Cook             | Steve        |
| Mitchell Lewis         | Andy         |
| Gustav von Seyffertitz | Harry        |